# Революционная ситуация
Революцио́нная ситуа́ция — понятие, впервые сформулированное В. И. Лениным в работе «Маёвка революционного пролетариата» (1913 года): «Для революции недостаточно того, чтобы низы не хотели жить, как прежде. Для неё требуется ещё, чтобы верхи не могли хозяйничать и управлять, как прежде».
Позднее эта же формулировка практически дословно встречается в работе «Крах II Интернационала» (1915 года): «Для наступления революции обычно бывает недостаточно, чтобы „низы не хотели“, а требуется ещё, чтобы „верхи не могли“ жить по-старому» и в работе «Детская болезнь „левизны“ в коммунизме» (1920 года): «Лишь тогда, когда „низы“ не хотят старого и когда „верхи“ не могут по-старому, лишь тогда революция может победить». В последних двух работах В. И. Ленин чётко формулирует третий обязательный признак революционной ситуации: в «Крах II Интернационала» — «… не из всякой революционной ситуации возникает революция, а лишь … когда к перечисленным выше объективным переменам присоединяется субъективная, именно: присоединяется способность революционного класса на революционные массовые действия…»; и в «Детская болезнь „левизны“ в коммунизме» — «для революции надо, во-первых, добиться, чтобы большинство рабочих … вполне поняло необходимость переворота и готово было идти на смерть ради него; во-вторых, чтобы правящие классы переживали правительственный кризис, который втягивает в политику даже самые отсталые массы».
Таким образом, В. И. Ленин сформулировал и выделил три главных объективных и субъективных признака, описывающих кризисную ситуацию, складывающуюся в обществе накануне революции:
1. Верхи не могут управлять по-старому — невозможность господствующего класса сохранять в неизменном виде своё господство.
2. Низы не хотят жить по-старому — резкое обострение выше обычной нужды и бедствий угнетённых классов и их желание изменений своей жизни в лучшую сторону.
3. Значительное повышение активности масс, привлекаемых как всей обстановкой кризиса, так и самими «верхами» к самостоятельному историческому выступлению.

Субъективным условием, превращающим революционную ситуацию в революцию, является способность революционных классов к массовым действиям, достаточно сильным, чтобы сломить старое правительство. Согласно В. И. Ленину, наличие рабочей партии, вооружённой революционной теорией, которая возглавила бы массы и довела бы революцию до победного конца, является субъективной предпосылкой.